# Raça Negra (álbum de 1995)
Raça Negra é o sexto álbum de estúdio do grupo Raça Negra, lançado em 1995 pela gravadora RGE (hoje Som Livre). A faixa de maior sucesso foi "É Tarde Demais", que entrou para o Guiness Book, por ter sido executada 600 vezes em apenas um dia.
Embora não tenha recebido nenhuma certificação da ABPD, fontes afirmam que o álbum vendeu 1,6 milhão de cópias.

## Faixas
| N.º | Título                            | Compositor(es)                                       | Duração |  |
| 1.  | "É Disso Que Eu Preciso"          | Antonio Carlos de Carvalho, Elias Muniz, Luiz Carlos | 3:29    |  |
| 2.  | "O Sonho Terminou"                | Elias Muniz, Luiz Carlos                             | 3:27    |  |
| 3.  | "Maravilha"                       | Elias Muniz, Luiz Carlos                             | 2:47    |  |
| 4.  | "Sempre Assim"                    | Gabú                                                 | 2:22    |  |
| 5.  | "Chorando Sozinho"                | Antonio Carlos de Carvalho, Júlio Trindade           | 3:13    |  |
| 6.  | "Só Não Quero Que Você Vá Embora" | Elias Muniz, Luiz Carlos                             | 3:07    |  |
| 7.  | "Doce Prazer"                     | Antonio Carlos de Carvalho, Gabú                     | 3:17    |  |
| 8.  | "Extrapolei"                      | Elias Muniz, Luiz Carlos                             | 2:54    |  |
| 9.  | "É Tarde Demais"                  | Elias Muniz, Luiz Carlos                             | 3:35    |  |
| 10. | "A Vida Inteira"                  | Gabú                                                 | 3:10    |  |
| 11. | "Feliz de Novo"                   | Edson Café, Gabú                                     | 2:55    |  |
| 12. | "Será Que Tudo Acabou?"           | Elias Muniz, Luiz Carlos                             | 3:15    |  |